# Ewa Kłobukowska
Ewa Janina Kłobukowska (Varsovia, 1 de octubre de 1946) es una economista y exatleta polaca, especializada en la prueba de 4 x 100 m, en la que llegó a ser campeona olímpica en 1964.
Todos sus títulos y récords fueron anulados por la Asociación Internacional de Federaciones de Atletismo (IAAF) en 1967, cuando fue sometida a una prueba de género que resultó en que debía ser considerada genéticamente como un varón. Posteriormente se descubrió que los procedimientos de la prueba eran inadecuados.

## Vida personal
Kłobukowska nació en una familia de intelectuales. En 1965 se graduó de una Escuela Técnica de Economía y en 1972 de la Escuela de Economía de Varsovia.

## Éxitos deportivos
Compitió en los Juegos Olímpicos de Tokio 1964, en los que obtuvo una medalla de oro y un récord olímpico en el relevo de 4 × 100 m con un tiempo de 43,6 segundos. El equipo polaco, formado también por Irena Kirszenstein, Halina Górecka y Teresa Cieply, llegó a la meta por delante de Estados Unidos y Reino Unido. También obtuvo una medalla de bronce por la prueba de velocidad de los 100 m.
En el Campeonato Europeo de Atletismo de 1966 ganó dos medallas de oro y una de plata en el Campeonato Europeo de 1966.
Kłobukowska estableció tres récords mundiales: uno en los 100 m (11,1 s) el 9 de julio de 1965 en Praga y dos en el relevo de 4 × 100 m (44,2 s y 43,6 s) el 13 de septiembre de 1964 en Lodz y el 21 de octubre de 1964 en Tokio.

## Anulación por prueba de género
Durante el Campeonato Europeo de Atletismo de 1967, celebrado en Kiev, Kłobukowska no pasó una prueba de género tradicional para la competencia femenina. De acuerdo a la IAAF, tenía un mosaico genético de XX / XXY. Por esa razón se le prohibió competir en competencias deportivas profesionales femeninas.
Además de prohibirle competir, la IAAF borró los tres récords mundiales establecidos por Kłobukowska, incluidos los dos récords del equipo en el relevo de 4 × 100 m.

Posteriormente se modificaron los análisis médicos, y si hubiera competido en los Juegos Olímpicos de 1968 en México hubiera pasado la prueba, ya que se demostró que, a pesar de su mosaico genético era positiva a análisis de corpúsculos de Barr; esto es, Kłobukowska es genotípicamente una mujer. En esos juegos olímpicos, las atletas suspendidas para las pruebas femeninas fueron exclusivamente las que no presentaban corpúsculo de Barr. De hecho, Kłobukowska dio a luz a su primer hijo en 1968.
La humillación pública a la que había sido sometida Kłobukowska, sumada al posterior reconocimiento del error en que había incurrido la IAAF, llevaron a un cambio en las políticas de verificación de género por parte del Comité Olímpico Internacional, que desde entonces mantuvo los resultados de las pruebas en secreto.